# أعنش (قط)

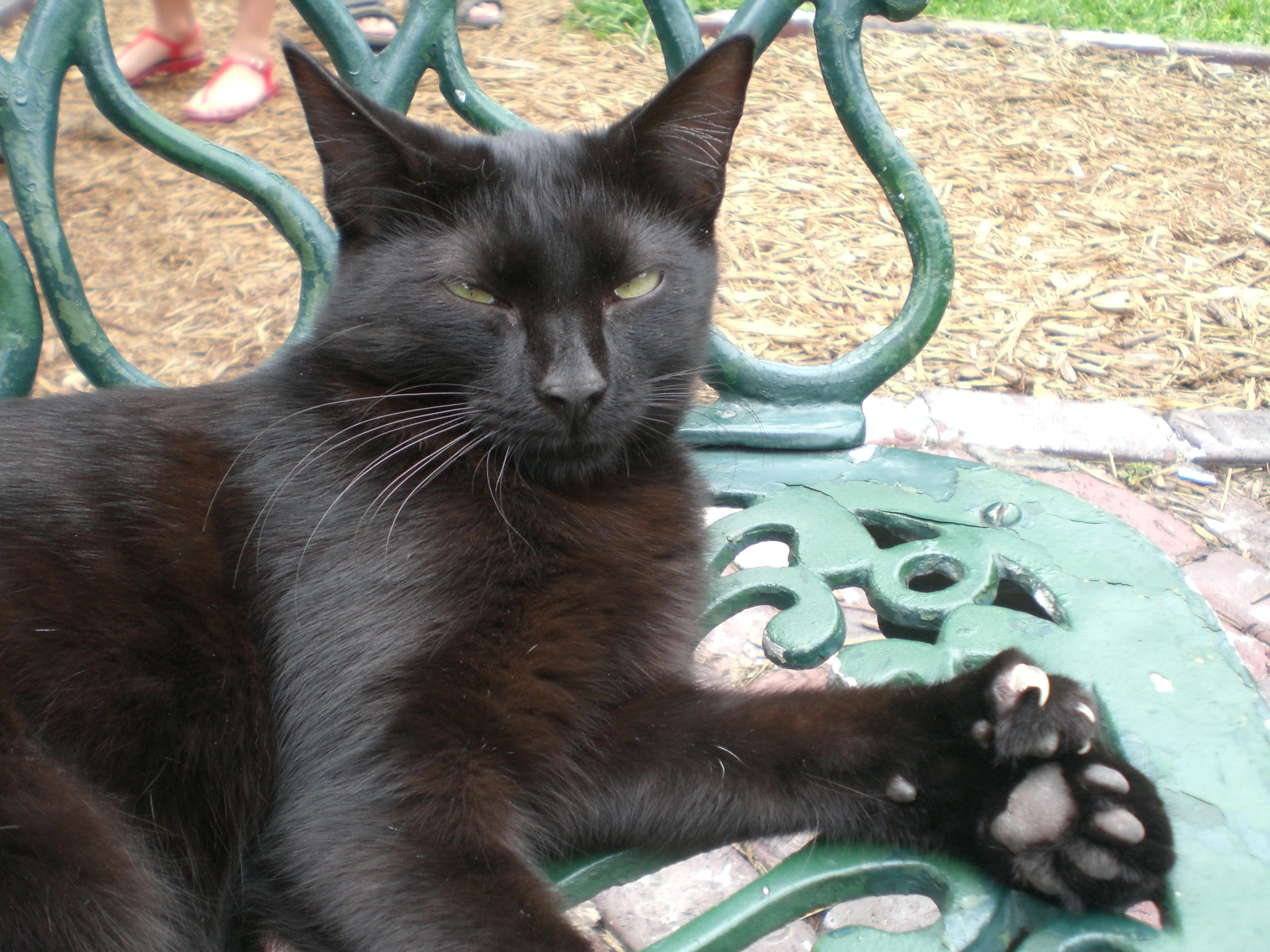
قطٌ أعنش

الأعنش يعرف أيضا بالإنجليزيَّة بالـ«الشبُّورة الرقطاء» (بالإنجليزية: Spotted Mist)‏، هي سلالة قطط بها عيب خلقي متمثل بالعنش أو كثرة الأصابع.

## التسمية
في القاموس المحيط: الأعنش من له ستة أصابع.